# مصطفى صباغ
مصطفى صباغ رجل أعمال سوري، انتخب أمينًا عامًا للائتلاف الوطني لقوى الثورة والمعارضة السورية، وهو رئيس المنتدى السوري للأعمال الذي شُكل لدعم الثورة السورية.